# Николаевка (Казатинский район)
Никола́евка (укр. Миколаївка) — село на Украине, находится в Казатинском районе Винницкой области.
Код КОАТУУ — 0521485403. Население по переписи 2001 года составляет 621 человек. Почтовый индекс — 22160. Телефонный код — 4342. Занимает площадь 1,51 км². Адрес местного совета: 22160, Винницкая область, Казатинский р-н, с. Николаевка, ул. Ленина, 51
На начало 2010-х годов в селе проживало более 100 человек чешской национальности.